# Cratere Phillips (Marte)
Phillips è un cratere sulla superficie di Marte.
Il cratere è dedicato al geologo britannico John Phillips.